# Castanopsis kuchugouzhui
Castanopsis kuchugouzhui là một loài thực vật có hoa trong họ Fagaceae. Loài này được C.C. Huang & Y.T. Chang mô tả khoa học đầu tiên năm 1992.